# Никола Попфилипов
Никола Попфилипов, наричан Бобошевски и Разложанина (изписване до 1945 година: Никола попъ Филиповъ), е български общественик, църковен и просветен деец от Македония.

## Биография
Никола Попфилипов е роден в 1832 година в Банско, тогава в Османската империя, днес България. Учи в килийното училище в Банско при баща си, в Рилския манастир при Неофит Рилски, в гръцко училище в Мелник и в Копривщица при Найден Геров. Работи като учител в много селища из българските земи.
| Селища, в които преподава Попфилипов | Селища, в които преподава Попфилипов |
| Селище                               | Години                               |
| ------------------------------------ | ------------------------------------ |
| Калофер                              | 1848 – 1849                          |
| Чирпан                               | 1849 – 1850                          |
| Пирдоп                               | 1850 – 1854                          |
| Банско                               | 1854 – 1856                          |
| Перущица                             | 1856 – 1857                          |
| Бобошево                             | 1857 – 1858                          |
| Пирдоп                               | 1858 – 1859                          |
| Банско                               | 1859 – 1862                          |
| Калофер                              | 1862 – 1863                          |
| Свищов                               | 1863 – 1864                          |
| Долен                                | 1871 – 1873                          |
| Банско                               | 1876 – 1877                          |
| Кресна                               |                                      |

Въвежда взаимоучителната метода в училището във всички училища, в които преподава, открива курсове за ограмотяване на възрастни, съставя учебници на новобългарски език и се бори срещу суеверията и религиозните заблуди. Попфилипов изнася светско познавателни беседи в Банско, Разложкия и Неврокопския край. Попфилипов поддържа връзки с Найден Геров, Йоаким Груев, Христо Г. Данов, Стефан Веркович. Съставя учебници, превежда книги от църковнославянски и гръцки на новобългарски и ги разпространява. Пише във вестник „Македония“.
В писмо от Калофер до Найден Геров от 6 декември 1848 година той изразява несъгласие от въвеждането на някои писмени знаци в правописа (ъ, ь), като отбелязва, че за това „неще се сагласи никогаш западната наша България, които са употребителни само по някои наши краища“. Това писмо се цитира в северномакедонската наука като най-ранния регистриран случай на „македонски лингвистичен сепаратизъм“.
След Руско-турската война Попфилипов приема монашески сан и се мести в София, столицата на новосъздаденото Княжество България. Умира в София в 1896 година. Автор е на множество трудове на църковно-нравствена тема.